# Rosemarie Eitzert
Rosemarie Eitzert (* 25. Januar 1939 in Berlin; geborene Schach von Wittenau) ist eine deutsche Jugendbuchautorin. Ihr bekanntestes Pseudonym ist Tina Caspari. Sie schreibt auch als Claudia Jonas sowie unter Varianten ihres Geburtsnamens. 

## Leben
Rosemarie Eitzert von Schach wurde als ältestes von acht Kindern auf dem Land in der Nähe von Berlin geboren. Bekannt wurde Eitzert unter dem Pseudonym Tina Caspari mit ihren Kriminalgeschichten für Jugendliche, vor allem der Serie Die Vier von der Pizza-Bande, und ihren Büchern zum Thema Pferde, zum Beispiel mit der erfolgreichen Reihe Bille und Zottel, die sie im Jahre 1976 für den Franz Schneider Verlag begann. Die Reihe umfasst mittlerweile 21 Bände.
Teilweise veröffentlichte sie Bücher zuerst unter dem Pseudonym „Claudia Jonas“ (Wespennest-Reihe).
Zwischen den Jahren von 1957 bis 1972 arbeitete Eitzert unter den Namen „Rosemarie von Schach“ gelegentlich als Schauspielerin, trat aber in nur sechs Produktionen auf.
Rosemarie Eitzert lebt in der Nähe von München.

## Werke
- Biggi kämpft mit allen Tricks, München [u. a.] 1975 (unter dem Namen Tina Caspari)
- Bille und Zottel, München (21 Folgen, 1976–2003, unter dem Namen Tina Caspari)
- Mit 13 hat man täglich Ärger, München [u. a.] 1976 (unter dem Namen Tina Caspari)
- Mit 14 glaubt man an die Freundschaft, München [u. a.] 1976 (unter dem Namen Tina Caspari)
- Mit 15 wachsen einem Flügel, München [u. a.] 1977 (unter dem Namen Tina Caspari)
- Internat Wespennest, München (6 Folgen, 1979–1982, unter dem Namen Claudia Jonas)
- Mit 16 tanzt man in das Leben, München [u. a.] 1979 (unter dem Namen Tina Caspari)
- Ein Koffer voller Träume, München [u. a.] 1981 (unter dem Namen Rosemarie von Schach)
- Sommer, Sonne und zwei Pferde, München 1981 (unter dem Namen Tina Caspari)
- in der Jugendbuchserie Pizza-Bande (unter dem Namen Tina Caspari)
  - 2. Der Priester mit den roten Schuhen oder Ferien im Zelt, München 1984
  - 7. Gespenster essen keinen Hering oder Das Katzenversteck, München 1984
  - 11. Ein Hai sitzt auf dem Trockenen oder Der Trick, München 1986
- Die vier von der Pizza-Bande, München 1989 (Sammelband der drei Bände aus der Reihe Pizza-Bande von Tina Caspari)
- Piri, München (6 Folgen, 1983–1990, unter dem Namen Tina Caspari)
- Mit 12 fühlt man ganz anders, München 1986 (unter dem Namen Tina Caspari)
- Mit 17 setzt man auf die Liebe, München 1987 (unter dem Namen Tina Caspari)
- Das rote Fohlen, München 1987 (unter dem Namen Tina Caspari)
- Ein Schloß für unsere Pferde, München (7 Folgen, 1988–1992, unter dem Namen Tina Caspari)
- Tochterliebe, Würzburg 1988 (unter dem Namen Rosemarie von Schach)
- Der Sommer der silbernen Stute, München 1989 (unter dem Namen Rosemarie von Schach)
- Katja, München 1991 (unter dem Namen Tina Caspari)
- Ein Windhauch weit bis Vung Tau, Würzburg 1991 (unter dem Namen Rosemarie von Schach)
- Jenny und Felix, München 1992 (unter dem Namen Tina Caspari)
- Ich träum von einem Pferd, München 1995 (unter dem Namen Tina Caspari, zusammen mit Gitta von Cetto)
- Das Internat am Genfer See, München (unter dem Namen Tina Caspari)
  - 1. Guten Start, Laura!, 1995
  - 4. Anouschka im Dauerstreß, 1995
  - 9. Kamera ab, Action!, 1997
- Mein Pony Schwarzer Schwan, München 1995 (unter dem Namen Tina Caspari)
- Wer schnurrt denn da?, München 1995 (unter dem Namen Tina Caspari)
- Kuschelrock, München (unter dem Namen Tina Caspari)
  - 9. Traumjob – Liebe inbegriffen, 1996
- Mit 11 erobert man die Welt, München 1996 (Tina Caspari)
- Das Sternenpferd, München 1996 (unter dem Namen Tina Caspari)
- Jana & Janusch, München (8 Folgen, 1997–1999, unter dem Namen Tina Caspari)
- Mitten rein ins Leben, Aarau [u. a.] 1997 (unter dem Namen Rosemarie von Schach)
- Der Sommer der silbernen Stute, München 1997 (unter dem Namen Rosemarie von Schach)
- Nella, 16, Schauspielerin, München 1998 (unter dem Namen Tina Caspari)
- Die Theater-Kids, München (5 Folgen, 1998–2000, unter dem Namen Tina Caspari)
- Baby-Boss, München 2000 (unter dem Namen Rosemarie von Schach)
- Gefährliche Dämmerung, München 2000 (unter dem Namen Rosemarie von Schach)
- Die klügste Katze der Welt, München 2000 (unter dem Namen Tina Caspari)
- Das Pferd wird noch geschminkt, München 2002 (unter dem Namen Rosemarie von Schach)
- Wunschpunsch, Frankfurt am Main (3 Folgen, 2002, unter dem Namen Rosemarie von Schach)
- Ab heute wird das Leben anders, München 2003 (unter dem Namen Tina Caspari)
- Gut Sonnenschein, München (3 Folgen, 2006, unter dem Namen Tina Caspari)

## Übersetzungen
- Christine Dickenson: Ein Pferd für den Frühling, München [u. a.] 1977 (übersetzt unter dem Namen Rosemarie von Schach)
- Edmund Wallace Hildick: Ein Fall für Schnüffel-Nase, München [u. a.] 1977 (übersetzt unter dem Namen Rosemarie von Schach)
- Edmund Wallace Hildick: Schnüffel-Nase in Aktion, München [u. a.] 1977 (übersetzt unter dem Namen Rosemarie von Schach)

## Filmografie (Auswahl)
- 1957: Glücksritter
- 1964: Karl Sand (Fernsehfilm)
- 1966: Die seltsamen Methoden des Franz Josef Wanninger (Fernsehserie, 1 Folge)
- 1966: Raumpatrouille Orion (Fernsehserie, 1 Folge)
- 1967: Von Null Uhr Eins bis Mitternacht (Fernsehserie, 1 Folge)
- 1969 Graf Yoster gibt sich die Ehre (Fernsehserie, 1 Folge)
- 1972: Alle reden von Liebe (Fernsehfilm)